# Whalleya microplaca
Whalleya microplaca är en svampart som först beskrevs av Berk. & M.A. Curtis, och fick sitt nu gällande namn av J.D. Rogers, Y.M. Ju & F. San Martín 1997. Whalleya microplaca ingår i släktet Whalleya och familjen kolkärnsvampar.   Inga underarter finns listade i Catalogue of Life.